# (15500) Anantpatel
(15500) Anantpatel (1999 FO26) – planetoida z pasa głównego asteroid okrążająca Słońce w ciągu 3,86 lat w średniej odległości 2,46 j.a. Odkryta 19 marca 1999 roku.